# Променад (Макке, 1913)
«Променад» — (нем. Promenade) — картина немецкого художника Августа Макке,  написанная в 1913 году. В настоящее время хранится в галерее Ленбаххаус (Мюнхен). Хронологически первая из картин, созданная Макке после переезда в Хильтерфинген. C 2013 года экспонируется на втором этаже галереи вместе с другими важнейшими произведениями участников объединения «Синий всадник» — Кандинского, Марка, Явленского, Мюнтер.

## История создания
Осенью 1913 года Макке вместе с женой и детьми переехал в Швейцарию, в Хильтерфинген, на Тунское озеро, где провёл восемь месяцев (с сентября 1913 по май 1914 года), интенсивно работая. Картина «Променад» является первой из произведений, созданных в этот период, и первой, где Макке использовал мотив прогулки в парке у моста и воды. Решающее значение для Макке оказало влияние современной французской живописи, прежде всего работ Робера Делоне (симультанные (одновременно открытые) «Окна» и «Круги», которые экспонировались на Первом осеннем немецком салоне в Берлине, организованном Макке, Францем Марком и Гертвартом Вальденом). Для Макке это событие стало поворотным моментом в понимании роли света и цвета в живописи. По словам Элизабет Макке, в его последних картинах появились «воздушность красок, чудесная светоносность, особенно в зелёных тонах деревьев, прозрачность небесной синевы, солнечные пятна на земле, где сменяются оттенки от сияющего жёлтого до глубокого красно-коричневого». Фигуры людей он писал без резких контрастов, не обводя их чётко выделенным контуром.
Еще в 1910 году Макке определил цель своего творчества — «воспеть природу». В Хильтерфингене прежние мотивы его картин и набросков обрели более усиленное звучание. Макке создавал «Парадиз» современного человека с неспешными проходами по улицам города, безмятежным отдыхом в парке, прогулками на яхтах и купанием.

## Описание
В центре композиции — молодой человек в элегантном костюме и летней шляпе беседует с дамой в красном платье и синем жакете, держащей в руках зонтик. Эта пара как бы отгородилась от окружающего, не замечая ничего вокруг. Их лица лишь намечены, анонимизированы, лишены конкретных черт. Другая дама, в шляпе с белым пером, стоит, облокотившись о перила моста. Картина создаёт ощущение блаженного покоя тихого солнечного дня, в который погружается современный человек, уходя от повседневной суеты. Здесь он в гармонии как с самим собой, так и с природой.